# Świętajno (powiat Szczycieński)
Świętajno (Duits: Schwentainen) is een dorp in het Poolse woiwodschap Ermland-Mazurië, in het district Szczycieński. De plaats maakt deel uit van de gemeente Świętajno en telt 1600 inwoners.